# Giacomo Bonaventura
Giacomo "Jack" Bonaventura (phát âm tiếng Ý: [ˈdʒaːkomo ˈdʒɛk ˌbɔnavenˈtuːra]; sinh ngày 22 tháng 8 năm 1989) là một cầu thủ bóng đá người Ý chơi ở vị trí tiền vệ cho câu lạc bộ Serie A Fiorentina.
Bonaventura bắt đầu sự nghiệp cầu thủ chuyên nghiệp của mình tại Atalanta tại Serie A năm 2007, màn trình diễn ấn tượng của anh ấy đã mang lại cho anh ấy 7 triệu euro chuyển đến Milan vào năm 2014. Bonaventura là một thành viên đội tuyển trẻ quốc gia kể từ năm 2008. Anh ấy đã ra mắt quốc tế vào ngày 31 tháng 5 năm 2013, trong trận giao hữu với San Marino.

## Thống kê sự nghiệp

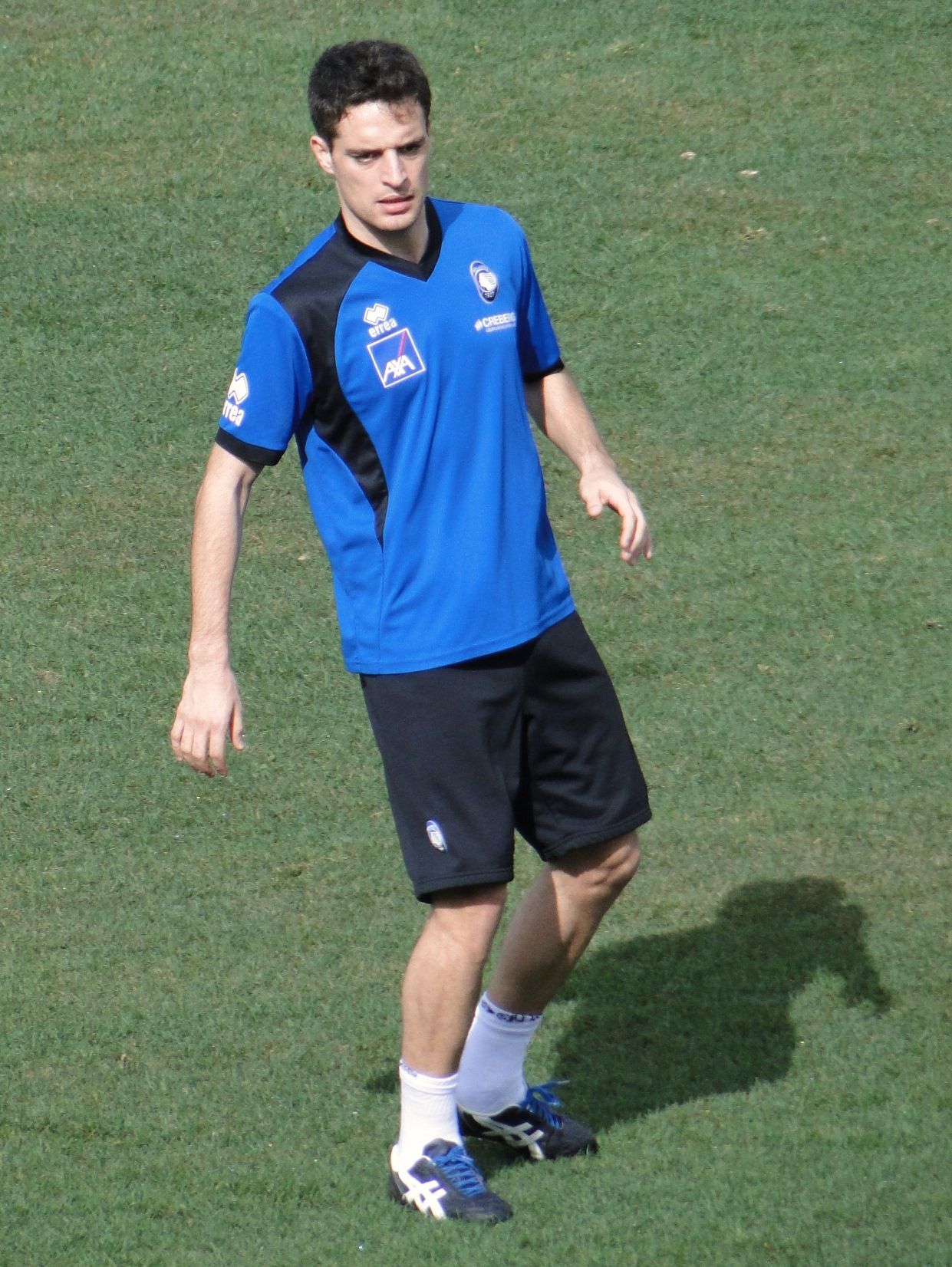
Bonaventura thi đấu cho Atalanta năm 2013

### Câu lạc bộ
Tính đến ngày 1 tháng 8 năm 2020.
| Câu lạc bộ          | Mùa giải            | Serie A             | Serie A | Serie A | Coppa Italia | Coppa Italia | Châu Âu | Châu Âu | Khác | Khác | Tổng cộng | Tổng cộng |
| Câu lạc bộ          | Mùa giải            | Hạng                | Trận    | Bàn     | Trận         | Bàn          | Trận    | Bàn     | Trận | Bàn  | Trận      | Bàn       |
| ------------------- | ------------------- | ------------------- | ------- | ------- | ------------ | ------------ | ------- | ------- | ---- | ---- | --------- | --------- |
| Atalanta            | 2007–08             | Serie A             | 1       | 0       | 0            | 0            | —       | —       | —    | —    | 1         | 0         |
| Atalanta            | 2008–09             | Serie A             | 1       | 0       | 0            | 0            | —       | —       | —    | —    | 1         | 0         |
| Atalanta            | 2009–10             | Serie A             | 1       | 0       | 0            | 0            | —       | —       | —    | —    | 1         | 0         |
| Atalanta            | 2010–11             | Serie B             | 31      | 9       | 2            | 0            | —       | —       | —    | —    | 33        | 9         |
| Atalanta            | 2011–12             | Serie A             | 29      | 2       | 1            | 0            | —       | —       | —    | —    | 30        | 2         |
| Atalanta            | 2012–13             | Serie A             | 35      | 7       | 1            | 1            | —       | —       | —    | —    | 36        | 8         |
| Atalanta            | 2013–14             | Serie A             | 31      | 5       | 0            | 0            | —       | —       | —    | —    | 31        | 5         |
| Atalanta            | 2014–15             | Serie A             | 1       | 0       | 1            | 0            | —       | —       | —    | —    | 2         | 0         |
| Atalanta            | Tổng cộng           | Tổng cộng           | 130     | 23      | 5            | 1            | —       | —       | —    | —    | 135       | 24        |
| Pergocrema (mượn)   | 2008–09             | Lega Pro            | 3       | 1       | 0            | 0            | —       | —       | —    | —    | 3         | 1         |
| Pergocrema (mượn)   | Tổng cộng           | Tổng cộng           | 3       | 1       | 0            | 0            | —       | —       | —    | —    | 3         | 1         |
| Padova (mượn)       | 2009–10             | Serie B             | 16      | 0       | 0            | 0            | —       | —       | 2    | 1    | 18        | 1         |
| Padova (mượn)       | Tổng cộng           | Tổng cộng           | 16      | 0       | 0            | 0            | —       | —       | 2    | 1    | 18        | 1         |
| Milan               | 2014–15             | Serie A             | 33      | 7       | 1            | 0            | —       | —       | —    | —    | 34        | 7         |
| Milan               | 2015–16             | Serie A             | 33      | 6       | 6            | 1            | —       | —       | —    | —    | 39        | 7         |
| Milan               | 2016–17             | Serie A             | 19      | 3       | 2            | 1            | —       | —       | 1    | 1    | 22        | 5         |
| Milan               | 2017–18             | Serie A             | 33      | 8       | 5            | 0            | 9       | 1       | —    | —    | 47        | 9         |
| Milan               | 2018–19             | Serie A             | 8       | 3       | 0            | 0            | 2       | 0       | —    | —    | 10        | 3         |
| Milan               | 2019–20             | Serie A             | 29      | 3       | 3            | 1            | —       | —       | —    | —    | 32        | 4         |
| Milan               | Tổng cộng           | Tổng cộng           | 155     | 30      | 17           | 3            | 11      | 1       | 1    | 1    | 184       | 35        |
| Tổng cộng sự nghiệp | Tổng cộng sự nghiệp | Tổng cộng sự nghiệp | 304     | 54      | 22           | 4            | 11      | 1       | 3    | 2    | 340       | 61        |

### Quốc tế
Tính đến 24 tháng 3 năm 2024
| 2013      | 1  | 0 |
| 2014      | 1  | 0 |
| 2015      | –  | – |
| 2016      | 6  | 0 |
| 2017      | –  | – |
| 2018      | 6  | 0 |
| 2019      | –  | – |
| 2020      | 1  | 0 |
| 2023      | 2  | 1 |
| 2024      | 1  | 0 |
| Tổng cộng | 18 | 1 |